# Pseudepipona crenata
Pseudepipona crenata är en stekelart som först beskrevs av Amédée Louis Michel Lepeletier.  Pseudepipona crenata ingår i släktet Pseudepipona och familjen Eumenidae. Inga underarter finns listade i Catalogue of Life.